# Maruéjols-lès-Gardon
Maruéjols-lès-Gardon település Franciaországban, Gard megyében. Lakosainak száma 275 fő (2022. január 1.). Maruéjols-lès-Gardon Boucoiran-et-Nozières, Cassagnoles, Ners és Saint-Bénézet községekkel határos.

## Népesség
A település népességének változása:
| Lakosok száma | 152  | 149  | 161  | 152  | 242  | 237  | 243  | 261  | 266  | 275  |
|               | 1968 | 1982 | 1990 | 2006 | 2013 | 2015 | 2017 | 2019 | 2020 | 2022 |